# Holbæk község
Holbæk község (dánul: Holbæk Kommune) Dánia 98 községének (kommune, helyi önkormányzattal rendelkező közigazgatási egység) egyike. Holbæk község Lejre, Ringsted, Sorø, Kalundborg és Odsherred községekkel határos. Lakosainak száma 69 972 fő (2016).